# Vote + fusil
Pour plus de détails, voir Fiche technique et Distribution.
Vote + fusil (Voto más fusil) est un film chilien réalisé par Helvio Soto, sorti en 1973.

## Synopsis
Chronique de la gauche chilienne jusqu'à la victoire de l'Unité populaire avec l'élection de Salvador Allende à la présidence de la République en septembre 1970.

## Fiche technique
- Titre original : Voto más fusil
- Titre français : Vote + fusil
- Réalisation : Helvio Soto
- Scénario : Helvio Soto
- Photographie : Silvio Caiozzi
- Production : Telecinema
- Durée : 98 minutes
- Pays d'origine :  Chili
- Date de sortie :
  -  France : 12 janvier 1973

## Distribution
- Patricio Guzmán
- Maria-Helena Gerstner
- Hector Duvauchelle
- Maria-Teresa Fricke
- Leonardo Perrucci
- Jorge Guerra
- Marcela Romo
- Jorge Yanez

## Distinctions
Le film a été présenté à la Quinzaine des réalisateurs, en sélection parallèle du festival de Cannes 1971.